# SmartOS
SmartOS es un sistema hipervisor SVR4 libre y de código abierto, basado en UNIX, el cual combina tecnologías de OpenSolaris junto con la virtualización KVM. El código del kernel ha servido para contribuir al proyecto Illumos. Se caracteriza por poseer diversas tecnologías, como Crossbow, DTrace, KVM, ZFS, y Zonas (Solaris). A diferencia de otras distribuciones de Illumos, SmartOS emplea el sistema de paquetes pkgsrc de NetBSD. SmartOS está diseñado para ser adecuado para entornos basados en la nube. Es desarrollado por y para Joyent, pero es publicado como código abierto.
SmartOS es un sistema operativo diseñado para correr en memoria RAM. Soporta varios mecanismos de arranque, como arrancar desde una unidad USB, imagen ISO, o desde la red mediante PXE. Uno de los tantos beneficios de arrancar de esta forma es que las actualizaciones se pueden llevar a cabo simplemente reiniciando desde una imagen del sistema operativo más reciente
SmartOS sigue una estricta arquitectura de nodos de almacenamiento local. Esto significa que cada máquina virtual es almacenada localmente en cada nodo y no arrancan a través de la red desde algún servidor NAS. Esto ayuda a reducir la latencia en la red, así como también mantener la independencia de los nodos.Los multi-nodos basados en la nube de SmartOS pueden ser administrados mediante la herramienta de código abierto Joyent SmartDataCenter (SDC) o a través del Proyecto Fifo, escrito en Erlang.

## Tipos de zonas en SmartOS
SmartOS tiene diversos tipos de zonas, también referidos como contenedores. La zona típica está basada en Unix, usando el administrador de paquetes pkgsrc KVM, el cual permite correr otros sistemas operativos utilizando hardware virtualizado, también corre dentro de una zona, con privilegios mínimos para incrementar la seguridad. Otra alternativa de virtualización es LX, el cual permite correr varias distribuciones populares de Linux sin la sobrecarga de KVM, soportando las llamadas al sistema de Linux.
En 2012, Joyent y MongoDB Inc. se unieron para mejorar la escalabilidad de SmartOS.